# Zire 72

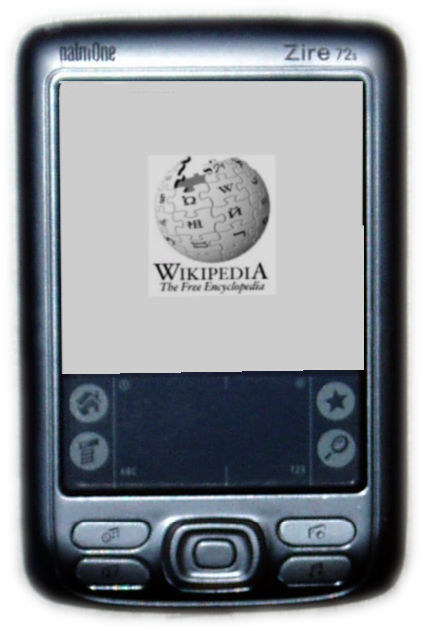
Un modelo de PDA Zire 72s de palmOne.

Zire 72 o Palm Zire 72 o Z72 es un modelo de computadora de mano tipo PDA comercializado por la empresa Palm, Inc. entre 2004 y 2006. Fue el último modelo de la línea Zire comercializado por dicha empresa y la cúspide de la línea, a la vez que el último en incluir el sistema operativo Palm OS de fábrica.
Para la entrada de datos utiliza uno de los distintivos de la marca Palm y de este modelo en específico, el sistema de escritura Graffiti 2, una evolución de la versión Graffiti original debida a problemas legales por derechos que provocaron una demanda de Xerox a PalmSource que desembocó en la nueva versión del software. También puede utilizar un teclado en pantalla, pero ambas opciones se pueden ejecutar con el lápiz óptico Stylus, incluido en el sistema, sobre la pantalla sensible a la presión.

## Características
- Sistema Operativo: Palm OS 5.2.8 con capacidad multiidiomática.
- Microprocesador: ARM Intel PXA270 a 312 MHz.
- Memoria: 32 MB (útiles 24 MB y 8 MB de Flash ROM)
- Pantalla: 320x320 pixeles TFT transflectiva retroiluminada capaz de 65.536 colores
- Memoria expandida: Tarjetas SD/SDIO/MMC
- Batería: De litio recargable de 950 mAh
- Interfaz: 6 botones para lanzar aplicaciones, 5 para la navegación y pantalla sensible con reconocimiento de escritura y Stylus incluida.
- Audio: Micrófono para grabación y altavoces incluidos para reproducción, además de entrada para auriculares.
- Cámara de 1.2 megapixeles (max. res. 1280x960 en foto fija y 320x240 en video) con zum digital 2x y efectos especiales
- Comunicaciones: Puerto infrarrojo IrDA y wireless Bluetooth, además de comunicación por puerto USB o por medio de estación de base.
- Tamaño: 11.6x7.5x1.7 cm.
- Peso: 136 gr.

## Software de fábrica
El software preinstalado, entre otros programas, incluye utilidades básicas de cómputo además de algunos enfocados a las funcionalidades típicas de las agendas personales:
- Vista rápida
- Bluetooth
- Calculadora
- Calendario
- Cámara
- Info. de tarjeta
- Contactos
- Gastos
- HotSync
- Multimedia
- Notas
- Memos
- Pref.
- Mensajes de PalmOne
- WebPro de PalmOne
- RealOne
- Tareas
- Notas de voz
- Reloj mundial

Por otro lado, algunos programas eran incluidos en un CD como parte del sistema para instalarse desde una computadora personal:
- Documents To Go
- Versamail de PalmOne
- Audible Player
- RealOne Player
- Windows Media Player/Direct X
- Máquina virtual Java Websphere de IBM
- Handmark Solitaire
- Calculadora PowerONe
- Adobe Reader para PalmOS
- Palm Reader

En algunos sistemas el siguiente software se preinstalaba de fábrica y en otros se incluía en el CD que acompañaba al Zire 72.
- RealOne Player
- Versamail de PalmOne

## Recepción
Uno de los problemas más recurrentes entre los usuarios fue que, en las primeras Zire 72 adquiridas por los usuarios, la distintiva pintura azul mate que cubría el dispositivo se desprendía con aparatosa facilidad.
La cantidad de aplicaciones de terceros para la plataforma Palm OS se disparó exponencialmente a partir de este modelo, siendo un hito en la plataforma pese a ser el último modelo en utilizarla.